# Saison 2008 de l'équipe cycliste Liquigas
La saison 2008 est la quatrième année d'activité de l'équipe cycliste Liquigas. Danilo Di Luca, leader de l'équipe depuis 2005, a rejoint la formation LPR Brakes. De nouveaux leaders ont pris place à la tête de l'effectif durant cette saison. Le tchèque Roman Kreuziger s'est révélé en remportant le Tour de Suisse à 22 ans. Également deuxième du Tour de Romandie, il se classe quatrième du ProTour. Le sprinter Daniele Bennati, arrivé à l'intersaison, a été gêné par des blessures mais est néanmoins parvenu à s'imposer au classeement par points du Tour d'Italie. L'équipe termine la saison à la quatrième place du classement par équipes de l'UCI ProTour. La fin de l'année est marquée par l'arrivée d'Ivan Basso, de retour à la compétition après deux années de suspension.

## Effectif

### Coureurs
| Cycliste                   | Date de naissance | Nationalité | Équipe 2007           |
| -------------------------- | ----------------- | ----------- | --------------------- |
| Valerio Agnoli             | 06.01.1985        | Italie      | Aurum Hotels          |
| Michael Albasini           | 20.12.1980        | Suisse      |                       |
| Ivan Basso depuis le 24/10 | 26.11.1977        | Italie      | Suspendu              |
| Manuel Beltrán             | 28.05.1971        | Espagne     |                       |
| Daniele Bennati            | 24.09.1980        | Italie      | Lampre-Fondital       |
| Leonardo Bertagnolli       | 08.01.1978        | Italie      |                       |
| Maciej Bodnar              | 07.03.1985        | Pologne     | Team Moser            |
| Kjell Carlström            | 18.10.1976        | Finlande    |                       |
| Dario Cataldo              | 17.03.1985        | Italie      | néo-pro               |
| Francesco Chicchi          | 27.11.1980        | Italie      |                       |
| Claudio Corioni            | 26.12.1982        | Italie      | Lampre-Fondital       |
| Alberto Curtolo            | 14.08.1984        | Italie      | Néo professionnel     |
| Mauro Da Dalto             | 08.04.1981        | Italie      |                       |
| Murilo Fischer             | 16.06.1979        | Brésil      |                       |
| Enrico Franzoi             | 08.08.1982        | Italie      | Lampre-Fondital       |
| Roman Kreuziger            | 16.06.1986        | Tchéquie    |                       |
| Aliaksandr Kuschynski      | 27.10.1979        | Biélorussie |                       |
| Vladimir Miholjević        | 18.01.1974        | Croatie     |                       |
| Matej Mugerli              | 17.06.1981        | Slovénie    |                       |
| Vincenzo Nibali            | 14.11.1984        | Italie      |                       |
| Andrea Noè                 | 15.01.1969        | Italie      |                       |
| Franco Pellizotti          | 15.01.1978        | Italie      |                       |
| Roberto Petito             | 01.02.1971        | Italie      |                       |
| Filippo Pozzato            | 10.09.1981        | Italie      |                       |
| Manuel Quinziato           | 30.10.1979        | Italie      |                       |
| Ivan Santaromita           | 30.04.1984        | Italie      | Quick Step-Innergetic |
| Gorazd Štangelj            | 27.01.1973        | Slovénie    | Lampre-Fondital       |
| Guido Trenti               | 27.12.1972        | États-Unis  |                       |
| Alessandro Vanotti         | 16.09.1980        | Italie      |                       |
| Charles Wegelius           | 26.04.1978        | Royaume-Uni |                       |
| Frederik Willems           | 08.09.1979        | Belgique    |                       |

## Bilan de la saison

### Victoires
UCI ProTour
| Date       | Course                               | Pays      | Classe | Vainqueur            |
| ---------- | ------------------------------------ | --------- | ------ | -------------------- |
| 04/05/2008 | 5e étape du Tour de Romandie         | Suisse    | PT     | Daniele Bennati      |
| 24/05/2008 | 5e étape du Tour de Catalogne        | Espagne   | PT     | Francesco Chicchi    |
| 21/06/2008 | 8e étape du Tour de Suisse           | Suisse    | PT     | Roman Kreuziger      |
| 22/06/2008 | Classement général du Tour de Suisse | Suisse    | PT     | Roman Kreuziger      |
| 23/08/2008 | 3e étape de l'Eneco Tour             | Pays-Bas  | PT     | Daniele Bennati      |
| 01/09/2008 | 3e étape du Tour d'Allemagne         | Allemagne | PT     | Leonardo Bertagnolli |

Victoires sur les Circuits continentaux
| Date       | Course                                                                                  | Pays           | Classe               | Vainqueur |
| ---------- | --------------------------------------------------------------------------------------- | -------------- | -------------------- | --------- |
| 02/02/2008 | Super Challenge Series 1                                                                | Afrique du Sud | Manuel Quinziato     |           |
| 03/02/2008 | Super Challenge Series 2                                                                | Afrique du Sud | Leonardo Bertagnolli |           |
| 07/02/2008 | Super Challenge Series 5                                                                | Afrique du Sud | Manuel Quinziato     |           |
| 15/02/2008 | 1re étape du Tour de la province de Grosseto                                            | Italie         | Filippo Pozzato      |           |
| 17/02/2008 | Classement général du Tour de la province de Grosseto                                   | Italie         | Filippo Pozzato      |           |
| 18/03/2008 | 7e étape de Tirreno-Adriatico                                                           | Italie         | Francesco Chicchi    |           |
| 25/03/2008 | 1rea étape de la Semaine internationale Coppi et Bartali                                | Italie         | Francesco Chicchi    |           |
| 25/03/2008 | 1reb étape de la Semaine internationale Coppi et Bartali (contre-la-montre par équipes) | Italie         | Liquigas             |           |
| 28/03/2008 | 4e étape de la Semaine internationale Coppi et Bartali                                  | Italie         | Francesco Chicchi    |           |
| 24/04/2008 | 3e étape du Tour du Trentin                                                             | Italie         | Vincenzo Nibali      |           |
| 25/04/2008 | Classement général du Tour du Trentin                                                   | Italie         | Vincenzo Nibali      |           |
| 07/06/2008 | 3e étape du Tour de Luxembourg                                                          | Luxembourg     | Michael Albasini     |           |
| 14/06/2008 | 4e étape du Tour de Slovénie                                                            | Slovénie       | Francesco Chicchi    |           |
| 07/08/2008 | Grand Prix de la ville de Camaiore                                                      | Italie         | Leonardo Bertagnolli |           |
| 23/08/2008 | Trophée Melinda                                                                         | Italie         | Leonardo Bertagnolli |           |
| 14/09/2008 | 7e étape du Tour du Missouri                                                            | États-Unis     | Francesco Chicchi    |           |
| 16/10/2008 | Tour du Piémont                                                                         | Italie         | Daniele Bennati      |           |

Calendrier historique et épreuves hors calendrier de l'UCI
| Date       | Course                                                     | Pays    | Classe            | Vainqueur |
| ---------- | ---------------------------------------------------------- | ------- | ----------------- | --------- |
| 12/03/2008 | 3e étape de Paris-Nice                                     | France  | Kjell Carlström   |           |
| 12/05/2008 | 3e étape du Tour d'Italie                                  | Italie  | Daniele Bennati   |           |
| 18/05/2008 | 9e étape du Tour d'Italie                                  | Italie  | Daniele Bennati   |           |
| 22/05/2008 | 12e étape du Tour d'Italie                                 | Italie  | Daniele Bennati   |           |
| 26/05/2008 | 16e étape du Tour d'Italie                                 | Italie  | Franco Pellizotti |           |
| 31/08/2008 | 1re étape du Tour d'Espagne (contre-la-montre par équipes) | Espagne | Liquigas          |           |
| 02/09/2008 | 4e étape du Tour d'Espagne                                 | Espagne | Daniele Bennati   |           |

### Classements UCI ProTour

#### Individuel
Classement au ProTour 2008 des coureurs de l'équipe Liquigas.
| Rang | Coureur              | Points |
| ---- | -------------------- | ------ |
| 4    | Roman Kreuziger      | 94     |
| 21   | Franco Pellizotti    | 51     |
| 54   | Murilo Fischer       | 22     |
| 60   | Filippo Pozzato      | 20     |
| 63   | Kjell Carlström      | 20     |
| 73   | Daniele Bennati      | 12     |
| 81   | Andrea Noè           | 10     |
| 100  | Leonardo Bertagnolli | 4      |
| 106  | Michael Albasini     | 3      |
| 117  | Francesco Chicchi    | 3      |
| 134  | Alberto Curtolo      | 2      |
| 151  | Mauro Da Dalto       | 1      |

#### Équipe
L'équipe Liquigas a terminé à la 4e place (sur 18) du classement par équipes avec 178 points.
Détail des points obtenus
| Dates               | Course                       | Place au classement par équipes | Points obtenus |
| 22-27 janvier       | Tour Down Under              | 4e                              | 17             |
| 6 avril             | Tour des Flandres            | 10e                             | 11             |
| 9 avril             | Gand-Wevelgem                | 16e                             | 5              |
| 7-12 avril          | Tour du Pays basque          | 15e                             | 6              |
| 20 avril            | Amstel Gold Race             | 10e                             | 11             |
| 29 avril-4 mai      | Tour de Romandie             | 5e                              | 16             |
| 19-25 mai           | Tour de Catalogne            | 20e                             | 1              |
| 8-15 juin           | Critérium du Dauphiné libéré | 14e                             | 7              |
| 14-22 juin          | Tour de Suisse               | 6e                              | 15             |
| 2 août              | Classique de Saint-Sébastien | 3e                              | 18             |
| 25 août             | Grand Prix de Plouay         | 9e                              | 12             |
| 20-27 août          | Eneco Tour                   | 8e                              | 13             |
| 29 août-6 septembre | Tour d'Allemagne             | 4e                              | 17             |
| 7 septembre         | Vattenfall Cyclassics        | 11e                             | 10             |
| 14-20 septembre     | Tour de Pologne              | 2e                              | 19             |